# ی
الياء المهملة (ی) نوع من الياء مستعمل في لغات كثيرة منها الفارسية والکردية والأردو، نادر في العربية. تأتي مثل الياء العربية على ضربين إما مصوتة وإما مصمتة.
| لغة    | اسم      | لفظ                                |
| ------ | -------- | ---------------------------------- |
| أردو   | چھوٹی یے | ‎[j] [iː]‏                           |
| بشتو   | يې       | ‎[j] [ai]‏                           |
| فارسية | یِ        | ‎[j] [i]‏ و‎[eː]‏ (في اللهجات الشرقية) |

| الحروف العربية الأصل        | الحروف العربية الأصل | الحروف العربية الأصل | الحروف العربية الأصل | الحروف العربية الأصل | الحروف العربية الأصل | الحروف العربية الأصل | الحروف العربية الأصل | الحروف العربية الأصل | الحروف العربية الأصل | الحروف العربية الأصل | الحروف العربية الأصل | الحروف العربية الأصل | الحروف العربية الأصل | الحروف العربية الأصل | الحروف العربية الأصل | الحروف العربية الأصل | الحروف العربية الأصل | الحروف العربية الأصل | الحروف العربية الأصل | الحروف العربية الأصل | الحروف العربية الأصل | الحروف العربية الأصل | الحروف العربية الأصل | الحروف العربية الأصل | الحروف العربية الأصل | الحروف العربية الأصل | الحروف العربية الأصل |
| --------------------------- | -------------------- | -------------------- | -------------------- | -------------------- | -------------------- | -------------------- | -------------------- | -------------------- | -------------------- | -------------------- | -------------------- | -------------------- | -------------------- | -------------------- | -------------------- | -------------------- | -------------------- | -------------------- | -------------------- | -------------------- | -------------------- | -------------------- | -------------------- | -------------------- | -------------------- | -------------------- | -------------------- |
| ألف                         | باء                  | تاء                  | ثاء                  | جيم                  | حاء                  | خاء                  | دال                  | ذال                  | راء                  | زاي                  | سين                  | شين                  | صاد                  | ضاد                  | طاء                  | ظاء                  | عين                  | غين                  | فاء                  | قاف                  | كاف                  | لام                  | ميم                  | نون                  | هاء                  | واو                  | ياء                  |
| أشكال الياء                 |                      |                      |                      |                      |                      |                      |                      |                      |                      |                      |                      |                      |                      |                      |                      |                      |                      |                      |                      |                      |                      |                      |                      |                      |                      |                      |                      |
| ى*                          | ئ*                   | ی                    | ۍ                    | ێ                    | ې                    | ۑ                    | ے                    | ۓ                    |                      |                      |                      |                      |                      |                      |                      |                      |                      |                      |                      |                      |                      |                      |                      |                      |                      |                      |                      |
| تاريخ · اشتقاق · خط · تشكيل |                      |                      |                      |                      |                      |                      |                      |                      |                      |                      |                      |                      |                      |                      |                      |                      |                      |                      |                      |                      |                      |                      |                      |                      |                      |                      |                      |